# جامعة بلاد الرافدين
جامعة بلاد الرافدين (كلية بلاد الرافدين الجامعة سابقا) هي جامعة أهلية تقع في مدينة بعقوبة في محافظة ديالى في العراق.

## تضم عشر كليات طبية وتقنيات طبية وهندسية وتقنيات هندسية وانسانية
تضم الجامعة الكليات والاقسام التالية:
- كلية طب الاسنان
- كلية الصيدلة
- كلية التمريض
- كلية القانون
- كلية التربية البدنية وعلوم الرياضة
- كلية العلوم الانسانية وتضم:
- قسم حوار الاديان
- قسم اداب اللغة الانكليزية
- قسم الاعلام
- كلية الادارة والاقتصاد وتضم :
- قسم ادارة الاعمال
- قسم المحاسبة
- قسم المالية والمصرفية
- كلية الهندسة
- قسم الهندسة المدنية
- قسم الامن السيبراني
- قسم هندسة الكترونية والاتصالات
- كلية التقنيات الهندسية وتضم:
- قسم تقنيات الحاسوب
- قسم تقنيات القدرة الكهربائية
- قسم تقنيات الطيران
- قسم تقنيات التكييف والتبريد
- قسم ميكانيك القوى
- كلية التقنيات الصحية والطبية
- تقنيات المختبرات الطبية
- تقنيات التخدير
- تقنيات الاشعة
- تقنيات العلاج الطبيعي
- تقنيات صناعة الاسنان
- تقنيات البصريات
- تقنيات الكلى الصناعية
- تقنيات التغذية العلاجية